# Great Lakes Aircraft Company
Die Great Lakes Aircraft Company ist ein US-amerikanischer Flugzeughersteller aus Eastman, Georgia.
Die „Great Lakes Aircraft Corporation“ wurde Ende 1928 in Cleveland, Ohio gegründet und übernahm das Werk der Glenn L. Martin Company in Cleveland. Das Unternehmen und das Werk waren nur wenige Jahre in Betrieb, bis 1932 wurden dort ca. 200 Flugzeuge gebaut, 1936 wurde das Werk geschlossen. 1931 arbeitete James Smith McDonnell bei Great Lakes, bevor er zu Martin wechselte und später die McDonnell Aircraft Corporation gründete.
Zunächst wurden nach der Übernahme der Produktionsrechte von Martin die Baumuster TG-1 und TG-2 für die US Navy gebaut. Der bekannteste hergestellte Flugzeugtyp ist jedoch der zweisitzige „Sport Trainer“ 2-T-1, der einen herausragenden Ruf erlangte. Einige 2T werden heute noch betrieben.

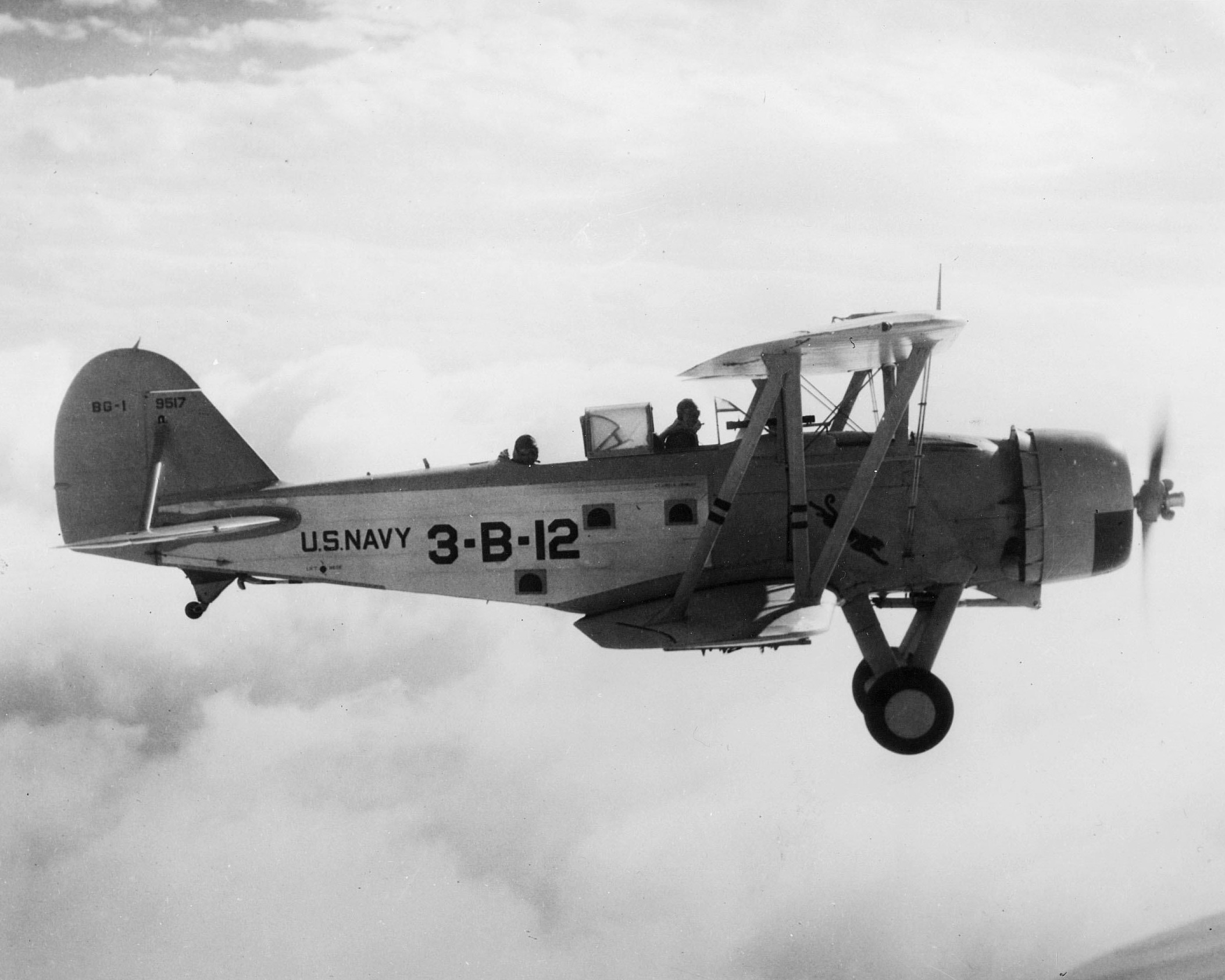
BG-1
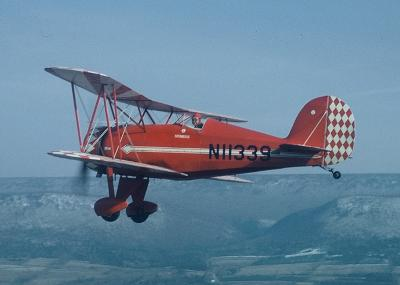
2T-1A
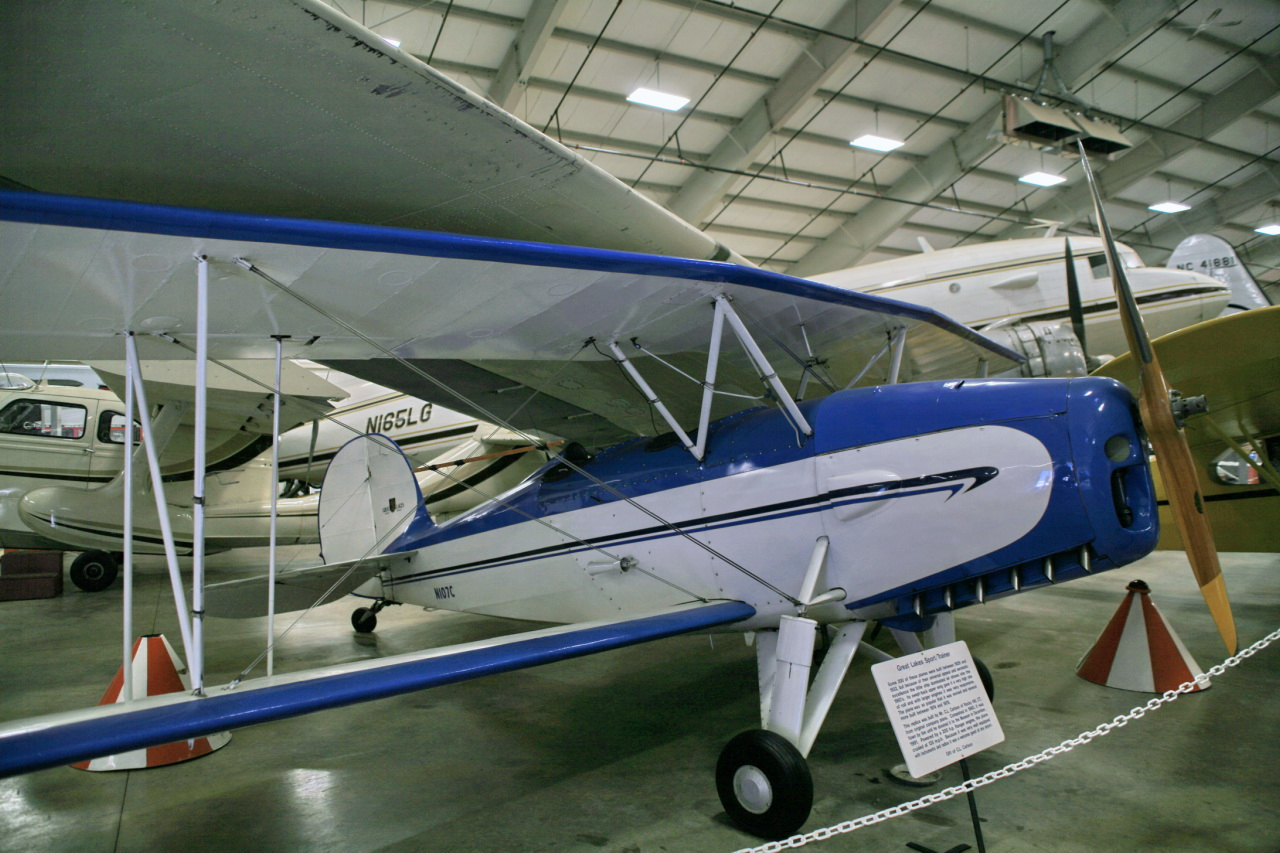
2T-1A Sport Trainer
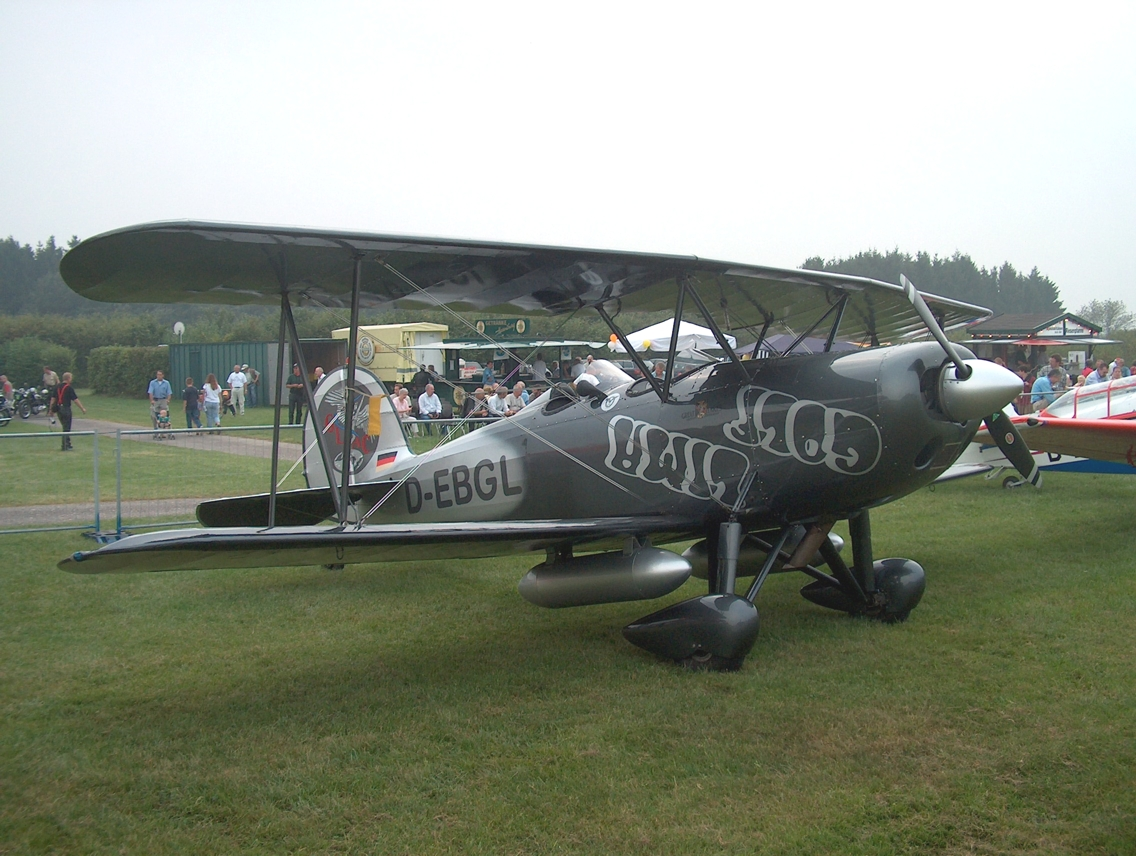
2T-1A-1

Der Name und die Typenzulassung wechselten mehrmals den Besitzer. In Neugründungen, 1972 von Douglas Champlin unter dem Namen „Great Lakes Aircraft Inc“, bzw. 1984 schließlich als „Great Lakes Aircraft Company“ wurden Bausätze und weitere 2T mit moderneren Motoren produziert.